# Castello dei Pico
Das Castello dei Pico ist eine Burg aus dem 12. Jahrhundert im historischen Zentrum von Mirandola in der italienischen Region Emilia-Romagna. Es liegt an der Piazza Marconi 23
Die Festung, die in Europa berühmt für ihre legendäre Uneinnehmbarkeit war, gehörte dem Haus Pico, das Mirandola vier Jahrhunderte lang (1331–1711) regierte und es in der Renaissance mit bedeutenden Kunstwerken bereicherte.
Die Burg, die die lange Piazza della Costituente und die von Bäumen gesäumte Ringstraße (gebaut  anstelle der alten Stadtmauer von Mirandola, die im Laufe des 19. Jahrhunderts abgerissen wurde) dominiert, wurde 2006 nach vielen Jahren der Vernachlässigung restauriert, aber dann beim Erdbeben in Norditalien 2012 schwer beschädigt, sodass sie erneut unbewohnbar ist.
Das Castello dei Pico bildet zusammen mit dem Palazzo Comunale eine Ikone und ein Symbol der Stadt Mirandola.

## Geschichte

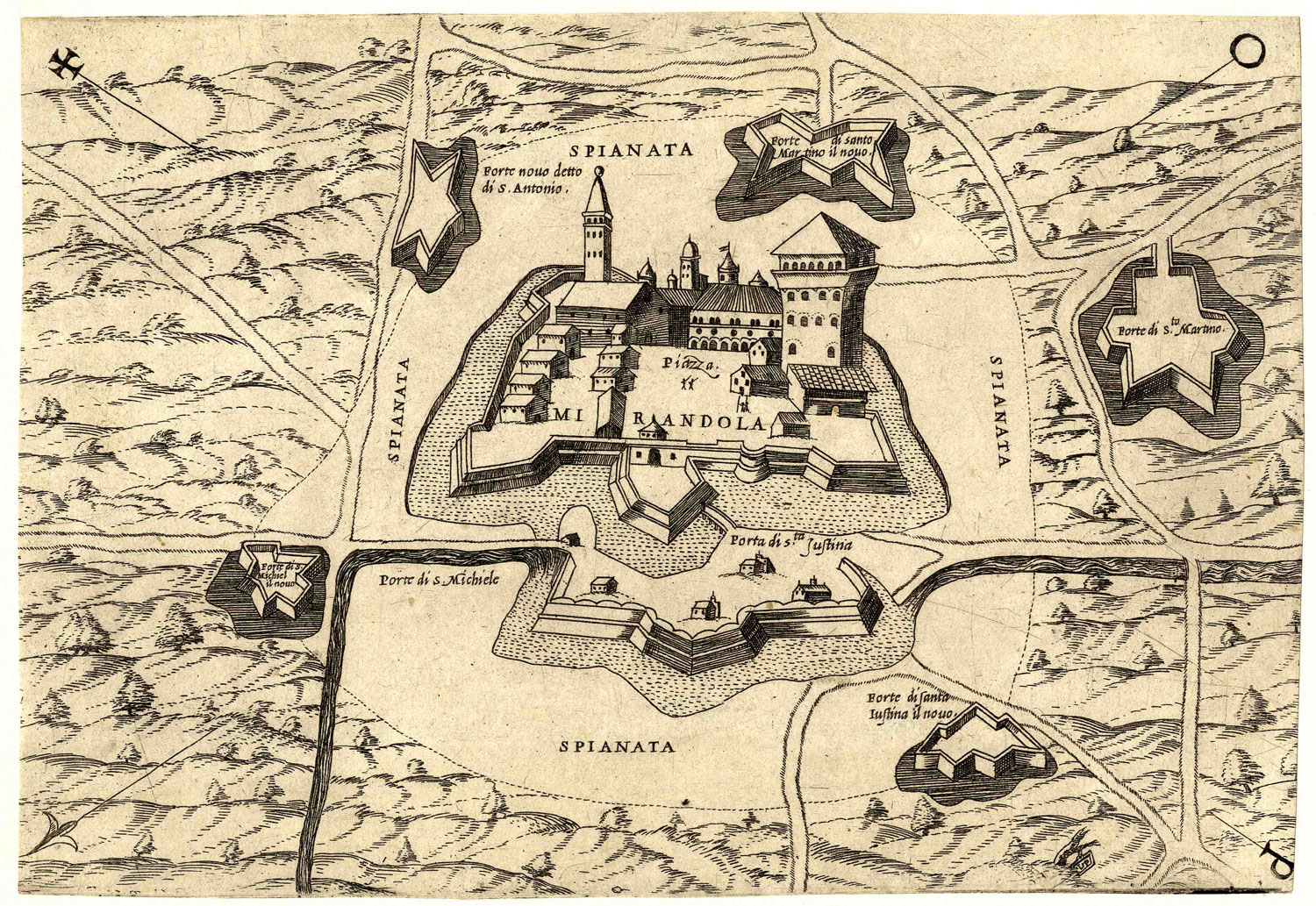
Die Burg von Mirandola um das Jahr 1550

### Ursprünge
Die ersten Zeugnisse über die Existenz der Burg stammen aus dem Jahr 1102, auch wenn es wahrscheinlich bereits vorher, in der Zeit der Langobarden um das Jahr 1000, eine primitive Ansiedlung dort gegeben hat.
Die Burg, die sich an einer strategisch bedeutenden Position an der Via Romea Imperiale (die Germanien mit Rom verband) befand, wurde nach und nach erweitert, bis sie ein großes Viereck, umgeben von einem Burggraben, bildete.

### Renaissance
Im Jahre 1500 ließ Gianfrancesco Pico della Mirandola einen imposanten „Torrione“ (dt.: großen Turm) erbauen, der den Ruf hatte, uneinnehmbar zu sein; die Stadt selbst wurde mehrere Male belagert; am bekanntesten sind die Belagerung im Winter 1510–1511 durch die Truppen von Papst Julius II. und die im Jahre 1551 durch die Truppen von Papst Julius III.
Die Familie Pico, die ab 1617 den Herzogstitel führte, stattete ihre Burg reich aus, bis sie zu einer verschwenderischen Residenz geworden war und zu den bedeutendsten der Po-Ebene zählte; zu den bedeutendsten Kunstwerken, die im Flügel namens „Galleria Nuova“ gesammelt wurden zählen verschiedene Gemälde der venezianischen Maler Jacopo Palma dem Jüngeren und Sante Peranda.
In der Burg waren Papst Julius II., König Ludwig I. von Ungarn, Kaiser Leopold I., Aldus Manutius, der Herzog Borso und der Markgraf Ercole I. d’Este, Rodolfo Gonzaga di Castiglione und der Herzog Franz Stephan von Lothringen zu Gast.

### Niedergang

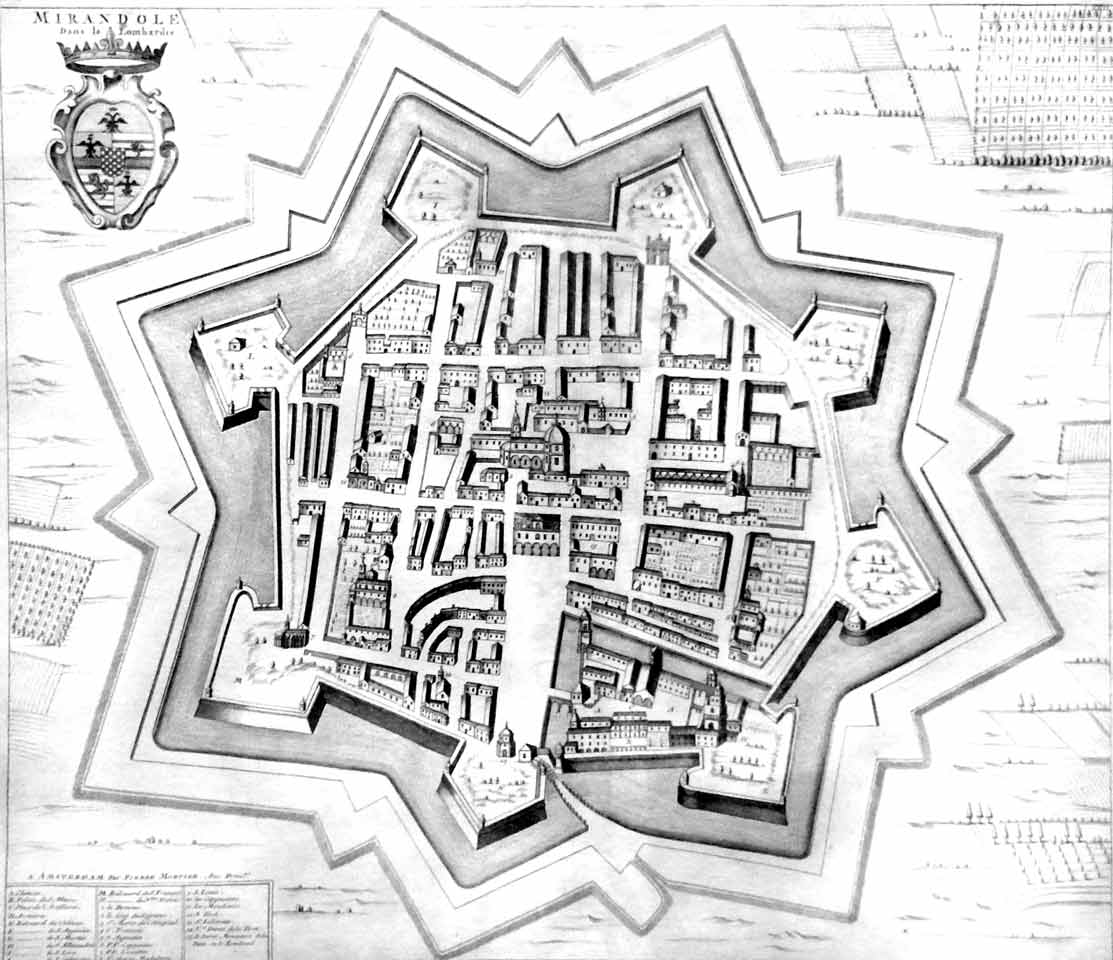
Die Befestigungen von Mirandola Anfang des 18. Jahrhunderts

Als die Stadt Mirandola 1711 in den Herrschaftsbereich der D’Estes kam, begann ihr Niedergang: Wenige Jahre später, 1714, zerstörte eine Explosion der Artillerie und des Schießpulvers im „Torrione“ große Teile der Burg und beschädigte alle Gebäude und auch die Kirchen des Stadtzentrums schwer. Gegen Ende des 18. Jahrhunderts ließen die Herzöge von Modena weitere Teile der Burg abreißen.

### 19. bis 21. Jahrhundert
Am 24. Februar 1867 wurde festgestellt, dass die Stadtmauer von Mirandola nicht mehr als Verteidigungswerk betrachtet werden könnte und daher das Gelände neben der eigentlichen Burganlage kein militärisches Objekt mehr sei.

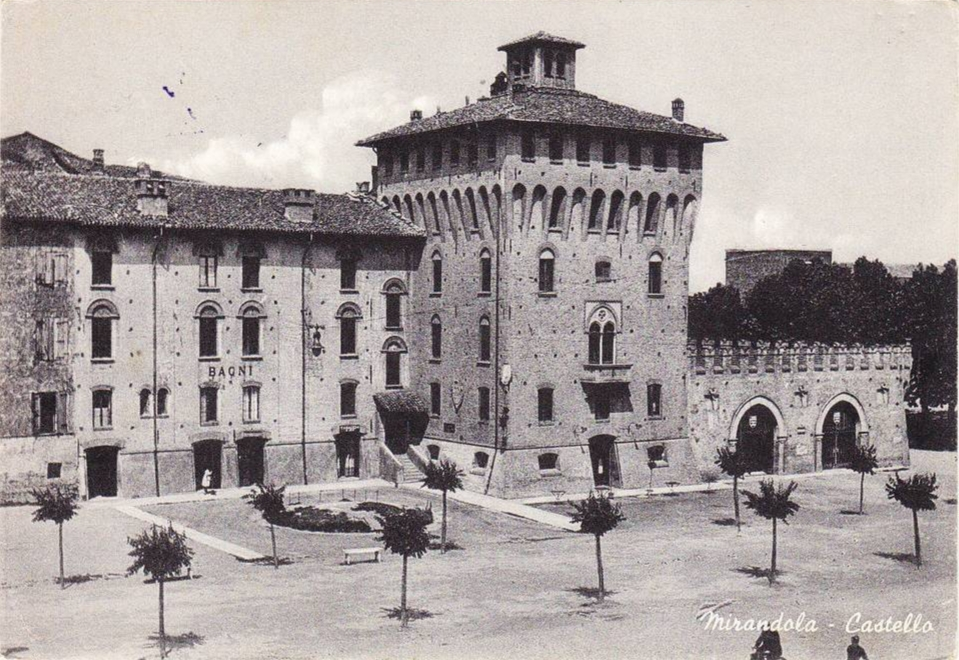
Der in den 1930er-Jahren erbaute, große Turm

In den 1930er-Jahren versuchte man, den alten „Torrione“, der 1714 durch einen Brand zerstört worden war, wieder aufzubauen; heraus kam ein imposantes Gebäude im neugotischen Stil zur Piazza Costituente hin. Das Bauwerk aus dem 20. Jahrhundert ist durch Schwalbenschwanzzinnen gekennzeichnet, wie sie für die pro-imperiale Fraktion der Ghibellinen typisch waren.
In der Zeit nach dem Zweiten Weltkrieg wohnten 52 Familien (etwa 200 Personen) in der Burg, während in den Sälen Feste und Partys stattfanden. Nach Jahren des absoluten Niedergangs und Verfalls (sogar einschließlich eines Rotlichtkinos namens „Cinema Pico“, das Ende der 1980er-Jahre wieder geschlossen wurde) wurde die Burg restauriert und 2006 der Öffentlichkeit wieder zugänglich gemacht, wobei auch das Stadtmuseum und ein Kulturzentrum (das ein Auditorium und weitere Ausstellungsräume enthielt) eingerichtet wurden. 2011 heirateten Stef Burns und Maddalena Corvaglia in der Burg in einer offiziellen Zeremonie, die der Sänger Vasco Rossi, delegiert vom Bürgermeister, abhielt.

#### Das Erdbeben von 2012
Wegen der gravierenden Schäden, die die Burg erlitten hat und die auf ca. € 10 Mio. nur für den Teil in kommunalen Besitz geschätzt werden, wurde sie unbewohnbar und musste trotz der dringenden Sicherheitsmaßnahmen für die Öffentlichkeit geschlossen werden. Nach den Versprechungen des Ministers Massimo Bray, der sich für die Wiedererlangung des historisch-künstlerisch-kulturellen Erbes von Mirandola einsetzte, hat der Gemeinderat im April 2016 – vier Jahre nach dem Erdbeben – einen ersten Sanierungsplan mit einem geschätzten Umfang von € 4 Mio., finanziert von der Region Emilia-Romagna, genehmigt.
Die Schäden an den Gebäudeteilen aus dem 19. Jahrhundert beliefen sich auf etwa € 600.000, wogegen die reinen Sicherungsarbeiten bereits € 400.000 kosteten.
Die gesamte kartografische Sammlung und die Goldmünzen wurden vorübergehend in den Tresor der Bank Unicredit von Modena verlagert, wogegen die Gemäldesammlung zurzeit im Palazzo Ducale in Sassuolo untergebracht ist.

## Beschreibung

### Herzoglicher Palast

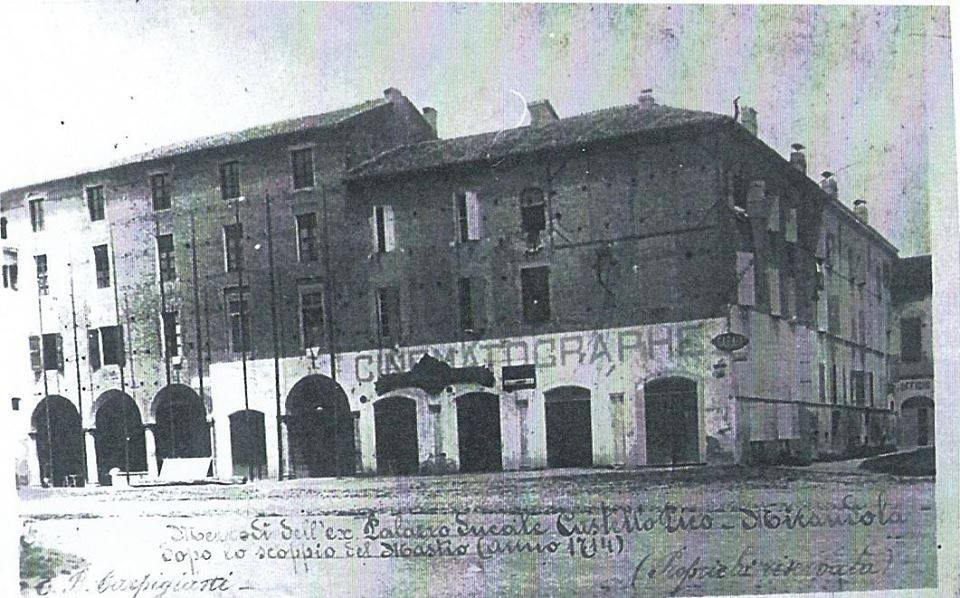
Der herzogliche Palast des Castello dei Pico Anfang des 20. Jahrhunderts

Das größte bis heute erhaltene, originale Gebäude des Castello dei Pico ist der herzogliche Palast an der Südseite, gegenüber dem Teatro Nuovo. In dieser Erweiterung der Piazza Costituente fand früher der Pferdemarkt statt. Die Fassade ist durch einen edlen Laubengang gekennzeichnet, der sich auf zehn Säulen aus rosafarbenem Marmor stützt und im Auftrag von Alessandro I. Pico di Mirandola geschaffen wurde. Vom Laubengang gelangt man durch ein Tor mit Bossenwerk-Profilbogen in den Innenhof und zur Galleria Nuova. Westlich des Gebäudes findet man noch die Reste der Bastione del Castello aus dem 16. Jahrhundert, die 1576 von Fulvia da Correggio verstärkt und an acht Punkten mit den mächtigen, sternförmigen Mauern zur Verteidigung der Stadt verbunden wurden.
Im ersten Obergeschoss des Palastes findet sich der elegante und meisterhaft gestaltete Sala dei Carabini (dt.: Karabinersaal) mit Verzierungen aus dem 17. Jahrhundert, in dem das Stadtmuseum eingerichtet wurde.

### Gefängnisse
Vom Erdgeschoss aus gelangt man einige Stufen hinunter in den Sala delle Prigioni (dt.: Gefängnissaal), der aus dicken Mauern mit Tonnengewölbe gebaut wurde und an dessen Wänden Graffiti und Zeichnungen der dort Inhaftierten zu sehen sind. Neben den Gefängnissen wurde ein weiterer Raum für temporäre Ausstellungen geschaffen.

### Galleria Nuova

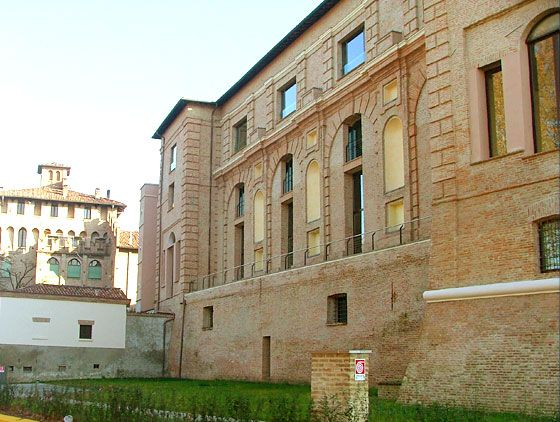
Nordfassade der Galleria Nuova gleich nach der Restaurierung 2006. Im Hintergrund der Torrione aus dem 20. Jahrhundert.

Der mittlere Baukörper der Burg besteht aus der imposanten Galleria Nuova (dt.: Neuen Galerie), deren Nordfassade im Auftrag von Alessandro II. Pico di Mirandola 1668 geschaffen wurde. Die Galleria Nuova, von der aus man von oben auf die von Bäumen gesäumte Ringstraße blickt, besteht aus einer eleganten und edlen Loggia, die auf den Seiten durch zwei Baukörper verschlossen ist, die mit Bossenwerkprofilen und mit breiten und harmonischen, dreiteiligen venezianischen Fenstern versehen sind.
Die Galleria Nuova wurde von Biagio Falcieri mit Fresken ausgemalt und war dafür gedacht eine sehr wertvolle Gemäldegalerie aufzunehmen, die aus weiteren 300 Kunstwerken außerordentlicher Künstler, wie Leonardo da Vinci, Raffael, Caravaggio, Tizian, Paolo Veronese und vielen anderen besteht und die Alessandro II. Pico di Mirandola im November 1688 von dem Anwalt Giovan Pietro Curtoni (1600–1656) aus Verona für die Summe von 15.000 venezianische Dukaten kaufte.
Viele dieser Meisterwerke der Kunst wurden von Francesco Maria II. Pico di Mirandola in Bologna verkauft, um im Exil seinen Lebensunterhalt bestreiten zu können, weitere gingen beim verwüstenden Brand des „Torrione“ der Burg im Jahre 1714 verloren, wogegen weitere Werke (darunter viele Porträts der Picos und die Gemälde der Bilderzyklen „Eta del Mondo“ (dt.: Alter der Welt) und „Storia di Psyche“ (dt.: Geschichte der Psyche) von Sante Peranda) 1716 in den Palazzo Ducale in Mantua verbracht wurden, wo sie sich heute noch befinden. Wieder andere Werke sind in der Galleria Estense in Modena ausgestellt.

### Torrione
Der „Torrione“ war ein beeindruckender Bergfried, der von Giovanni Marco Canozi aus Lendinara, dem Sohn von Lorenzo Canozi, projektiert worden war; Gianfrancesco Pico della Mirandola ließ ihn 1499–1500 erbauen.

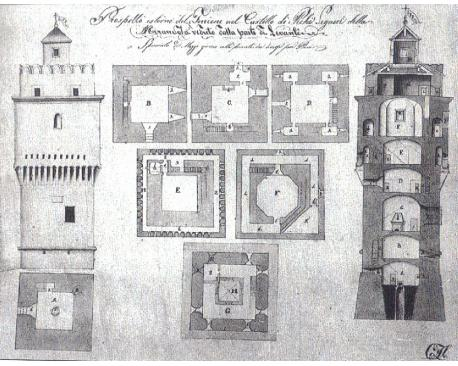
Querschnitt des „Torrione“, der 1714 zerstört wurde

Der „Torrione“, der 18 Fuß dicke Mauern besaß und 48 Meter hoch war, wurde als uneinnehmbar angesehen, da er komplett losgelöst und isoliert von der Burg war: Man konnte in sein Inneres nur über eine Zugbrücke im dritten Obergeschoss gelangen.

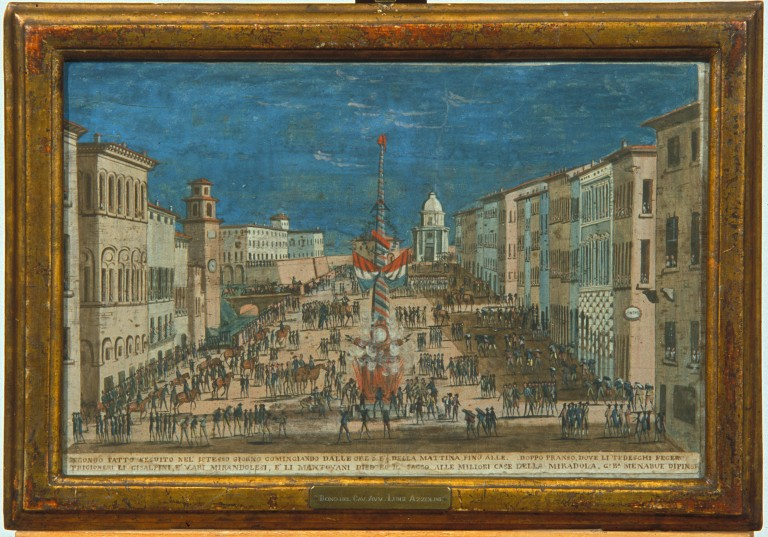
Die Piazza von Mirandola 1799: Man sieht noch auf der linken Seite die Befestigungen der Burg und den Uhrenturm

In der Nacht zum 11. Juni 1714 schlug während eines Unwetters gegen 1:30 Uhr ein Blitz in das Dach des „Torrione“ ein, wodurch das Pulvermagazin explodierte, in dem 270 Fässer Schießpulver gelagert waren. Die Stoßwelle rief schwerste Schäden in der gesamten Stadt hervor und war der Beginn des Niedergangs von Mirandola. Verloren ging dabei auch fast das gesamte, sehr wertvolle Staatsarchiv des Herzogtums Mirandola: Man erzählt sich, dass die Einwohner von Mirandola noch monatelang die alten Papiere der Picos wiederverwendeten, um Lebensmittel zu verpacken.
Aus dem Jahr 1783 stammt die Order des Herzogs Ercole III. d’Este, den herzoglichen Palast endgültig abzureißen, die sternförmigen Stadtmauern abzutragen und die Burggräben aufzufüllen. Wenig später wurden alle anderen Türme (mit Ausnahme des „Torre di Piazza“) und einige Befestigungen außerhalb der eigentlichen Stadtmauer abgerissen. Weitere Teile der Mauer wurden in napoleonischer Zeit abgerissen, wogegen in der Zeit zwischen 1876 und 1896 per Beschluss der Stadtverwaltung als Maßnahme gegen die Arbeitslosigkeit alle Reste von Befestigungen (Mauern und Bastionen) beseitigt wurden: Das freigewordene Gelände, die noch erhaltenen historischen Überreste aus dem Mittelalter und das übriggebliebene Baumaterial wurden restlos verkauft.

### Torre di Piazza

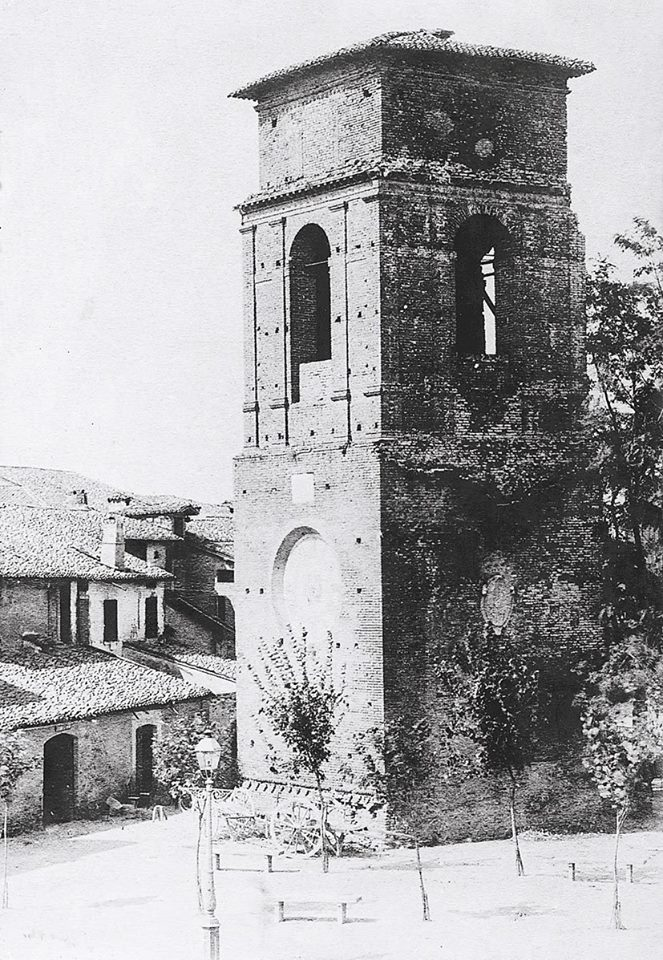
Der 1888 abgerissene Uhrenturm

Der „Torre di Piazza“, später auch „Stundenturm“ oder „Uhrenturm“ genannt, stand an der äußersten Nordostecke der Burg, direkt zur heutigen Piazza Costituente hin, neben dem Teatro Nuovo an der Ecke zur Via Tabacchi, also genau an der Stelle, an der sich das Zeitungskiosk befand (heute in eine Ausstellungsvitrine umgewandelt). 1837 ließ der Bürgermeister von Mirandola, Graf Felice Ceccopieri, die Uhr des Turms an den Palazzo Comunale umbauen. Der Turm, das letzte Überbleibsel der Festung von Mirandola, wurde 1888 unerwartet abgerissen, da er als Ort des Verfalls galt.
Vor dem Erdbeben in Norditalien 2012 hatte die Stadtverwaltung geplant, die historisch dokumentierte und heute nicht mehr vorhandene Bausubstanz des Turms „in heutigem Stil“ wiederaufzubauen; sie sollte eine Referenz für die Wiedergeburt des historischen Stadtkerns und für das „erneuerte Gespür der Bürger für Orte und Details“ sein.

### Teatro Greco Corbelli
1789 bat der Graf Ottavio Greco Corbelli den Herzog Ercole III. d’Este um die Erlaubnis, ein modernes Theater im Inneren des Castello dei Pico einzurichten, dort, wo früher die Milizen des Herzogtums Modena untergebracht waren. Er erhielt sie.
Zu diesem Zweck wurden unter der Leitung des Architekten Giuseppe Maria Soli zwei Säle angepasst; ein Saal wurde mit drei Ebenen von Sitzplätzen in Hufeisenform ausgerüstet. Darüber hinaus wurden grandiose szenische Aparturen aufgestellt, wie es der Theatertradition des 18. Jahrhunderts entsprach. Das „Teatro Greco Corbelli“, das am 29. September 1791 offiziell eingeweiht wurde, fiel in den letzten 20 Jahren des 19. Jahrhunderts in den Niedergang, bis es schließlich 1894 vollständig geschlossen wurde. Dennoch berichten örtliche Chroniken über eine außerordentliche Filmvorführung, die dort am 31. Oktober 1896 stattfand – die erste überhaupt in Italien, nur knapp ein Jahr nach den ersten Experimenten der Brüder Lumière. Sie wurde von dem Erfinder und Fotograf Italo Pacchioni aus Mirandola durchgeführt, der unter anderem 1872 genau in der Burg geboren war und als Pionier des italienischen Kinos gilt.
Später wurde im Inneren des Teatro Greco das Cinema Pico eingerichtet, das Ende der 1980er-Jahre geschlossen wurde.

## Die Ausstellungen in der Burg

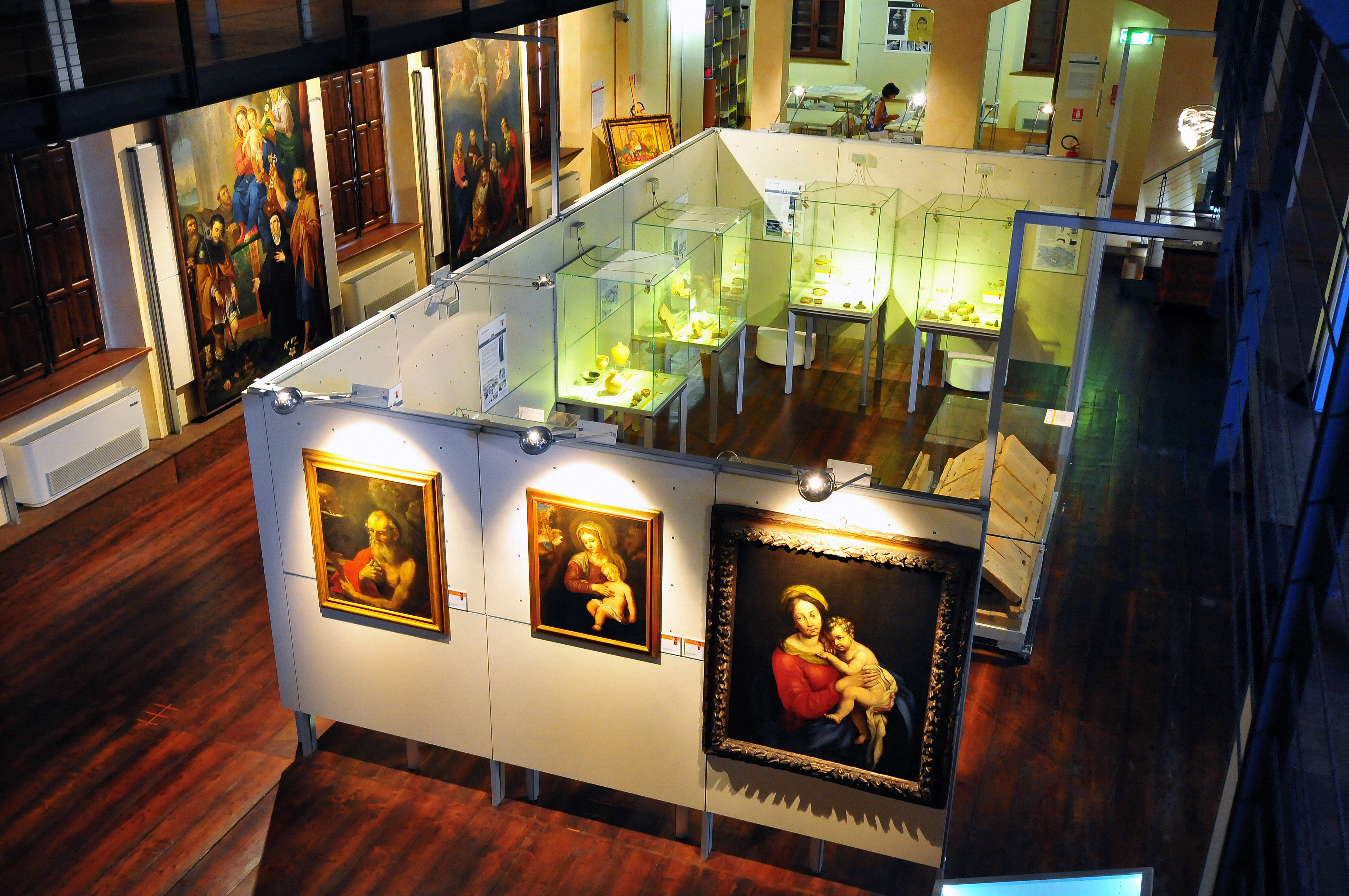
Stadtmuseum vor dem Erdbeben 2012

### Stadtmuseum
2006 wurde in der Folge der Wiedereröffnung der Burg dort das örtliche Stadtmuseum wieder eingerichtet, das früher in der Stadtbibliothek „Eugenio Garin“ untergebracht war – erst an der Piazza Giuseppe Garibaldi und dann im ehemaligen Jesuitenkonvent in der Via Francesco Montanari. Es ist über 12 Säle verteilt, die der Archäologie der Gegend, religiösen Kommissionen, alten Möbeln und Gemälden (darunter die wertvolle „Madonna mit dem Kind“, die Guercino zugeschrieben wird) und Numismatika (Geldstücke der Münze von Mirandola und Medaillen von Antonio Pisanello und Niccolò Fiorentino) gewidmet sind.
Weitere Abschnitte des Museums sind dem Haus Pico und den Herzögen des Hauses D’Este gewidmet; sie enthalten alte Porträts, darunter auch ein wertvolles von Alfonso IV. d’Este, gefertigt von Justus Suttermans, und eines von Alessandro I. Pico di Mirandola, gemalt von Sante Peranda.
Ein besonderer Saal ist dem berühmten Giovanni Pico della Mirandola, einem bedeutenden humanistischen Philosoph der Renaissance, gewidmet und seinem Enkel Gianfrancesco Pico della Mirandola, einem Literaten.
Im letzten Teil des Museums sind zahlreiche Porträts von Politikern und Literaten des 19. Jahrhunderts ausgestellt. Darüber hinaus gibt es dort eine Abteilung für die Musik und das Stadtorchester.
Außerdem gibt es in dem Museum Drucke vom 16. bis zum 20. Jahrhundert, zahlreiche Güter aus dem alten Monte di Pietà der Franziskanerbrüder und eine Sammlung militärischer Ausrüstung (Waffen, Schilde und Rüstungen aus dem 15.-16. Jahrhundert).

### Biomedizinisches Museum
Im Jahre 2010 fand die Wanderausstellung „Mobilmed“ in der Burg ihren Sitz. Sie erzählt die Geschichte des Distretto Biomedicale di Mirandola (dt.: Biomedizinischer Distrikt Mirandola), einer reichen Einnahmequelle in der Gegend um Mirandola. Allerdings wurde die Ausstellung in Folge schwerer Schäden durch das Erdbeben von 2012 in die Via Focherini verlagert.

### Fondazione Cassa di Risparmio di Mirandola
Im obersten Geschoss des Castello dei Pico ist die Fondazione Cassa di Risparmio di Mirandola (dt.: Stiftung der Sparkasse Mirandola) untergebracht, in deren Räumlichkeiten eine reiche Sammlung von historischen Drucken und Stadtplänen von Mirandola (Teil des Fonds „Giulio Cesare Costatini“) und alte Waffen des Herzogtums Mirandola aufbewahrt werden.

### Sala Leica
Ebenfalls im obersten Geschoss befindet sich die Sala Leica (dt.: Leica-Saal), in dem der fotografische Zirkel von Mirandola häufig Ausstellungen künstlerischer Fotografie abhält, die von professionellen und Hobbyfotografen organisiert werden und Aufnahmen enthalten, die mit Leica-Kameras erstellt wurden.

## Einzelnachweise

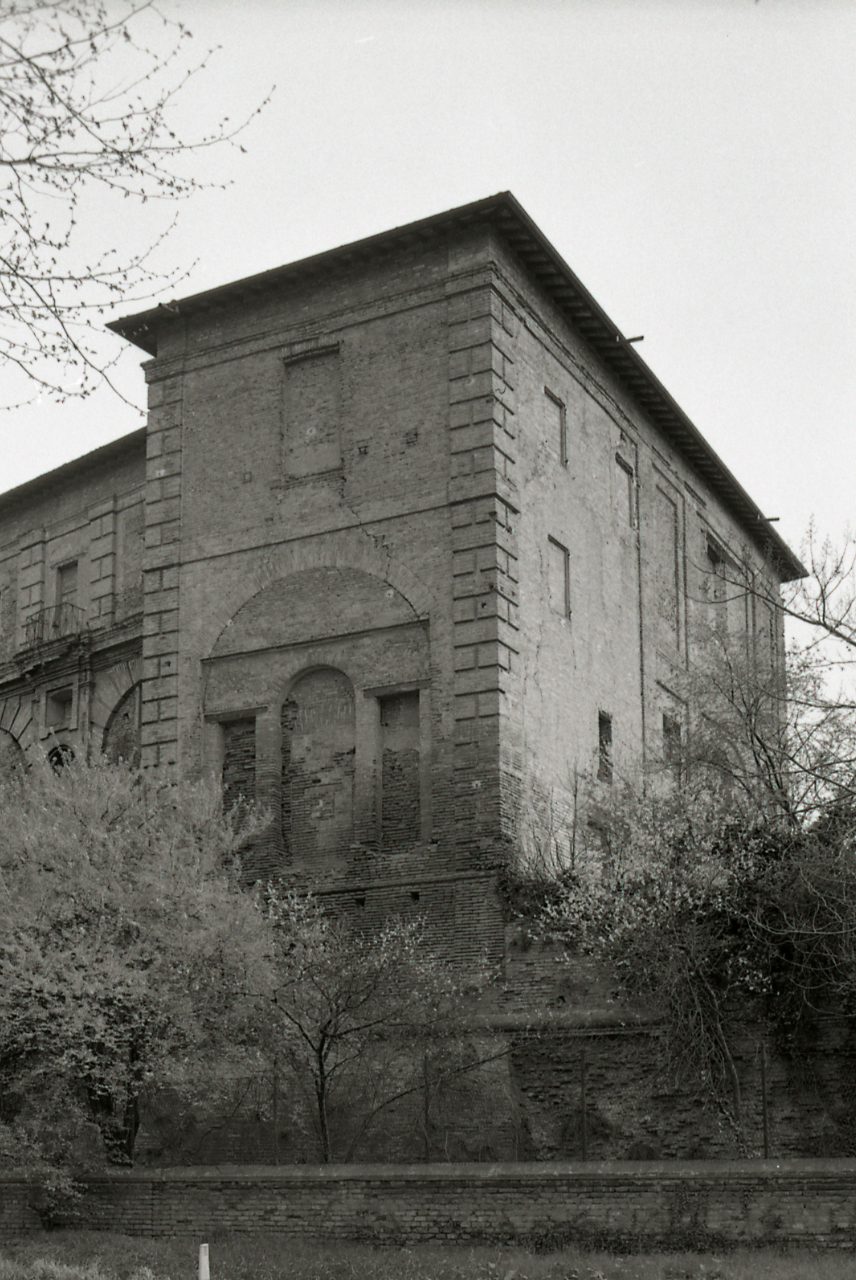
Westflügel der Burg auf einem Foto von Paolo Monti (1976)